# لي جافي
لي جافي (بالإنجليزية: Lee Jaffe)‏ هو رسام وفنان أمريكي، ولد في 1950 في ذا برونكس في الولايات المتحدة.

## وصلات خارجية
- لي جافي على موقع IMDb (الإنجليزية)
- لي جافي على موقع ميوزك برينز (الإنجليزية)